# هاتاکه‌یاما موچی‌تومی
هاتاکه‌یاما موچی‌تومی (به ژاپنی: 畠山持富); (تولد نامشخص - مرگ ۱۴۵۲) یک سامورایی از خاندان هاتاکه‌یاما در دوره موروماچی اهل ژاپن بود. وی سومین پسر هاتاکه‌یاما میتسوایه رهبر خاندان هاتاکه‌یاما بود و در زمان شوگون هشتم آشیکاگا یوشیماسا زندگی می‌کرد.